# Голд Ки Лејк (Пенсилванија)
Голд Ки Лејк (енгл. Gold Key Lake) насељено је место без административног статуса у америчкој савезној држави Пенсилванија.

## Демографија
По попису из 2010. године број становника је 1.830.
| Група             | 2000.    | 2010.         |
| Белци             | 0 (0,0%) | 1.542 (84,3%) |
| Афроамериканци    | 0 (0,0%) | 71 (3,9%)     |
| Азијати           | 0 (0,0%) | 8 (0,4%)      |
| Хиспаноамериканци | 0 (0,0%) | 191 (10,4%)   |
| Укупно            | 0        | 1.830         |